# Zbigniew Bieńkowski

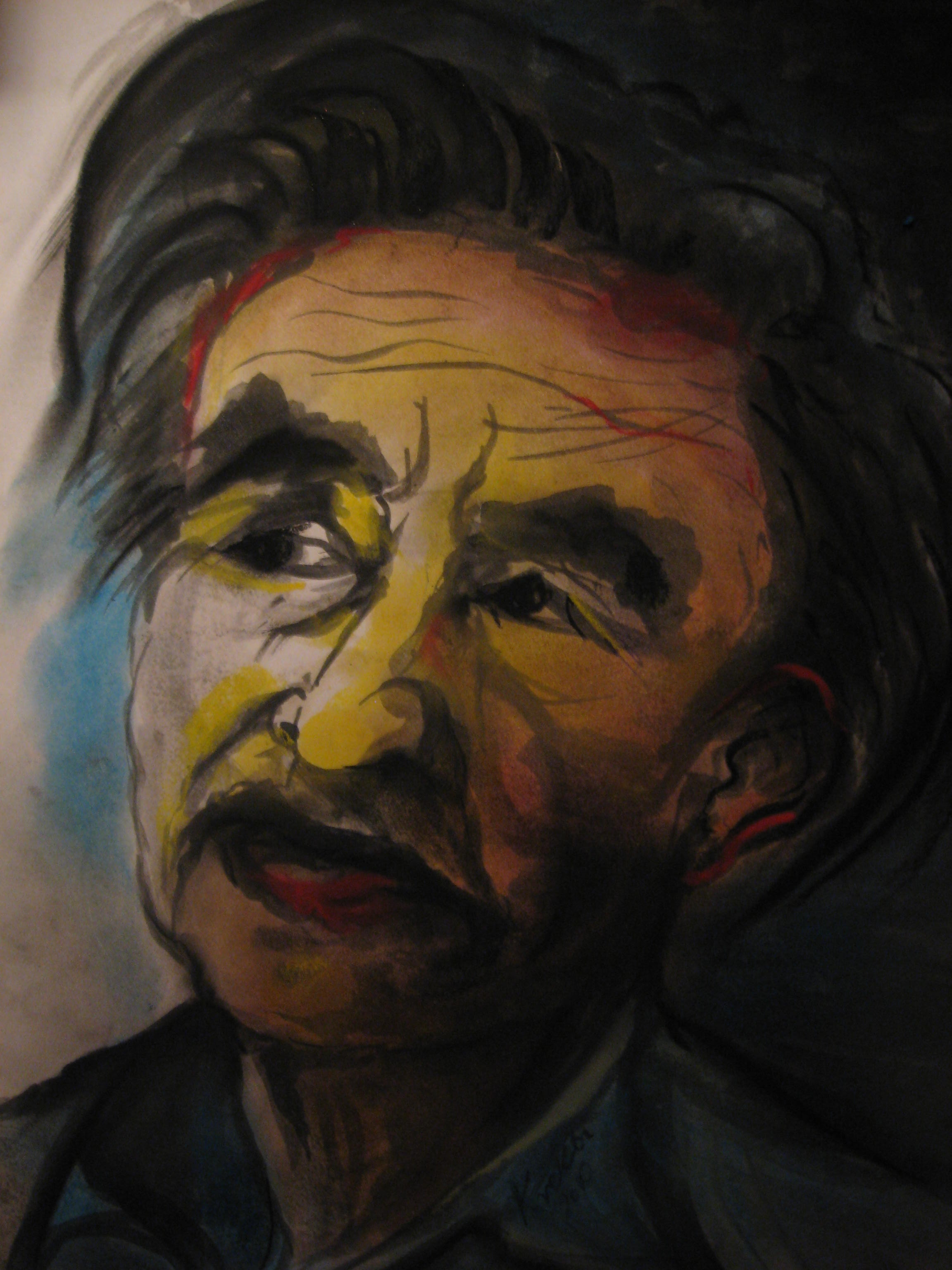
Zbigniew Bieńkowski – Gemälde von Zbigniew Kresowaty

Zbigniew Bieńkowski (* 31. August 1913 in Warschau; † 23. Februar 1994 ebenda) war ein polnischer Literaturkritiker, Essayist und Übersetzer.

## Leben
Zbigniew Bieńkowski war Sohn eines Warschauer Schneiders. 1931 machte er das Abitur und studierte 1932 bis 1939 Jura und Romanistik an der Universität Warschau. Dabei war er 1938/39 Gaststudent in Paris und hielt sich anschließend in Italien und Jugoslawien auf, wo er vom Beginn des Zweiten Weltkrieges überrascht wurde.
Während der Besetzung Polens war er Soldat der Heimatarmee (Armia Krajowa) und kämpfte im Warschauer Aufstand. Nach Kriegsende war er zunächst bis 1946 Redaktionssekretär der Wochenzeitschrift Odrodzenie und 1948/49 Redakteur der Zeitschrift Polska i Świat in Paris. 1959 bis 1955 war er Redaktionssekretär von Twórczość und später bis 1978 Abteilungsleiter für Poesie. Weiterhin war er zeitweilig Vizedirektor des Polenmuseums Rapperswil. 1967/68 und erneut 1977 war er Gastautor an der Universität Iowa. Ab 1979 lebte er in Słupsk und schrieb Kritiken für die Zeitschriften Kultura und Poezja.
Er war drei Mal verheiratet. Mit seiner ersten Frau Małgorzata Hillar hat er einen gemeinsamen Sohn Dawid Bieńkowski, mit Wiera Anisimow eine Tochter, seine dritte Frau war Adriana Szymańska.

## Werk
Als Debüt kann sein Lyrikband Sprawa wyobrażni (Eine Sache der Phantasie) angesehen werden. Dieser erschien 1945 und wurde 1960 erweitert und in drei Zyklen gegliedert.
Trzy Poematy (Drei Poeme) erschien 1959 und knüpfte thematisch an sein vorheriges Werk an und war wie dieses in drei Teile gegliedert.
Zbigniew Bieńkowski übertrug zahlreiche Poesie und Prosa aus dem Französischen ins Polnische. Für diese Arbeit wurde er vom polnischen P.E.N. ausgezeichnet. Weitere Übersetzungen waren Lermontows Der Dämon sowie Tagebücher und Briefe an Milena von Kafka.
1945 bis 1983 war er Mitglied des polnischen Schriftstellerverbandes Związek Literatów Polskich und ab 1989 der Stowarzyszenie Pisarzy Polskich.

### Veröffentlichungen
- 1938 Kryształy cienia
- 1945 Sprawa wyobraźni
- 1959 Trzy poematy
- 1966 Modelunki. Szkice literackie
- 1975 Liryki i poematy
- 1983 Notatnik amerykański
- 1993 Ćwierć wieku intymności. Szkice o poezji i niepoezji